# Serjania lateritia
Serjania lateritia är en kinesträdsväxtart som beskrevs av Ludwig Radlkofer. Serjania lateritia ingår i släktet Serjania och familjen kinesträdsväxter. Inga underarter finns listade i Catalogue of Life.